# Молібденова промисловість

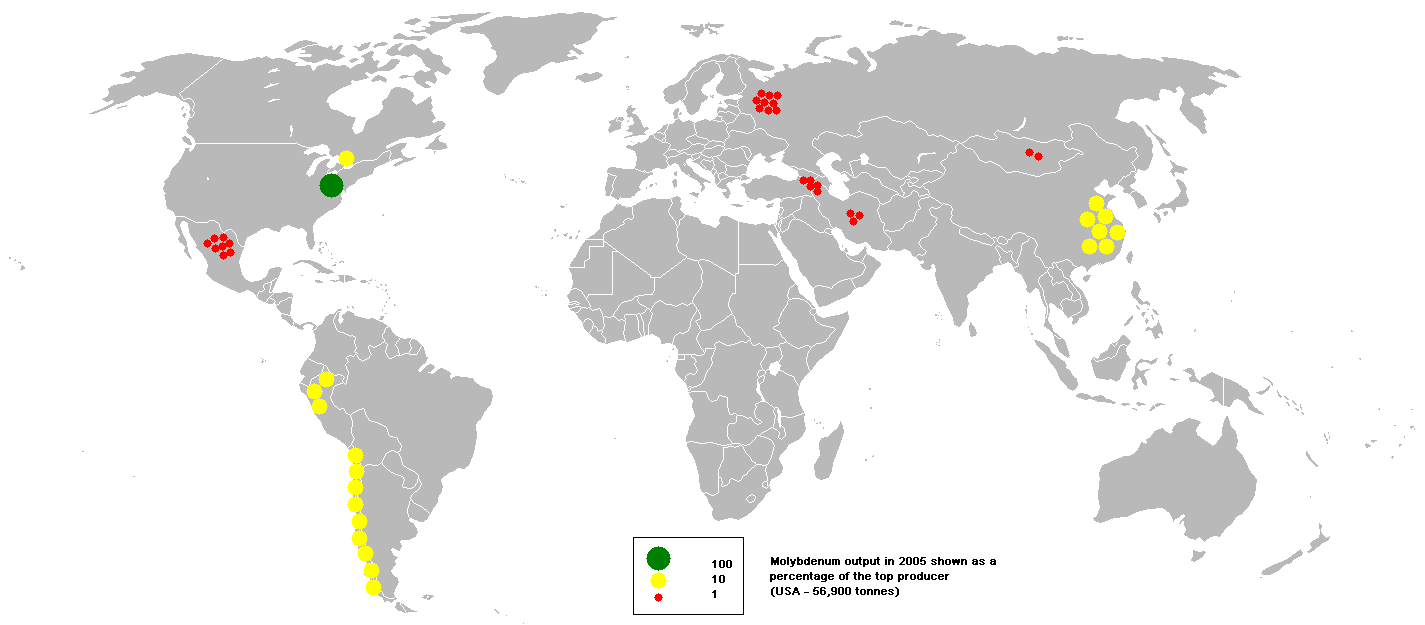
Виробництво (видуботок) молібдену у світі у відсотках для кожної окремо взятої країни в 2005 році порівняно з лідером США (100 % = 68 900 тони).

Молібденова промисловість (рос. молибденовая промышленность, англ. molybdenum industry; нім. Molybdänindustrie f) — підгалузь кольорової металургії, що об'єднує підприємства з видобутку та переробки руд для одержання молібдену.
Осн. види продукції М.п. — молібденові концентрати, дисульфід молібдену і солі молібдену.
Видобуток молібдену з руд і концентратів у останні десятиліття XX ст. було зосереджено в основному в США, Канаді, Чилі, Перу, Мексиці, є виробництва в РФ (Північний Кавказ, Сибір), в Казахстані, Монголії, Болгарії та ін. країнах Балканського п-ова. Перше місце у світі за випуском молібдену на межі XX-XXI ст. займали США. Первинний молібден добувають в шт. Колорадо (на найбільшому у світі руднику Хендерсон) і шт. Айдахо; крім того, молібден вилучають як побічний продукт у шт. Аризона, Каліфорнії, Монтані і Юті. Друге місце за видобутком молібдену поділяють Чилі і Китай, третє місце займає Канада. На ці три країни в кінці XX ст. припадало майже 90 % світового виробництва молібдену. Основними споживачами молібдену на початку XXI ст. є США, Японія, ФРН і КНР, які формують 50 % світового попиту. Далі йдуть Велика Британія, Франція, Бельгія, Швеція.
Найбільше у світі родовище молібдену — Клаймакс (Climax) було відкрито у 1924 р. у штаті Колорадо (США) і законсервоване з 1995 р. у зв'язку з небезпекою перевиробництва молібденової продукції. Найбільша копальня не буде розроблятися доти, поки запаси родовища Empire в тому ж комплексі, за 100 км на схід від Клаймакса, не будуть виснажені.
Видобуток молібденових руд в США ведеться в Колорадо (копальня Henderson), Нью-Мексико (родовище Questa), Айдахо (Thompson Creek). Попутне вилучення молібдену з міддю здійснюють в Аризоні (родовища Bagdad і Sierrita) і Юті (Bingham Canyon).
У Китаї основний видобуток зосереджено в семи провінціях: Ляонін (гірничорудний центр Хулудао), Шаньсі (найбільший молібден-порфіровий рудник Циндуїчен), Хебей, Хенань (родовище Луанчуань), Цзянсі (мідно-порфірове родовище Десін), Гирін, Шандун.
Основні родовища в Канаді розташовані в Британській Колумбії (копальні Ендако і Кітсолт).
Ресурси молібдену Центральної та Південної Америки представлені, в основному, мідно-молібден-порфіровими родовищами, найбільшими з яких (Chuquicamata, El Teniente, Los-Pelambres, Andina) володіє чилійська державна корпорація Codelco (Corp. Nacional del Cobre de Chile).
Крім того, вагомі запаси молібдену мають Мексика (родовище La Caridad), Перу (копальня Tokepala), Росія (розвідано десять родовищ молібдену, сім з яких промислово освоюються — найбільше Сорське родовище в Хакасії, Жирекенське і Бугдаїнське в Східному Забайкаллі, Орекитканське в Бурятії та інші).
У 2005 р. світові поставки молібдену (в перерахунку на чистий молібден), за даними «Sojitz Alloy Division» склали, 172,2 тис. т (в 2003 р. — 144,2 тис. т).
Видобуток молібденової руди у світі в 2005 р. збільшився в порівнянні з 2004 р. на 15,6 %. Понад 75 % світового виробництва молібдену в рудах і концентратах припадає на три країни — США, Чилі і КНР.
Світова молібденова промисловість сконцентрована в руках невеликої кількості фірм. У 2005 р. на 10 компаній припадало 2/3 світового видобутку молібдену. Найбільшим продуцентом була Codelco (Чилі), яка продукує молібден як побічний продукт при видобутку мідних руд (на чотирьох рудниках). У США компанія Phelps Dodge володіє молібденовим рудником і трьома мідними. На ці дві фірми припадає 1/3 світового видобутку молібдену. Rio Tinto більш ніж подвоїла в 2005 р. видобуток молібдену на руднику Bingham Canyon і стала третім великим світовим продуцентом.
Світові потреби в молібдені зросли з 100 тис. т (за Мо) в 1990 р. до 181 тис. в 2005 р. У Китаї споживання молібдену за 2001—2005 рр. подвоїлося і досягло 18 тис. т. Основною сферою застосування молібдену є виробництво сталі. Для виплавки неіржавіючої сталі використовується 28 % усього споживаного молібдену у світі, легованої сталі — 15 %, інструментальної — 10 %, високоміцної низьколегованої — 9 %, вуглецевої — 9 %. Крім того, молібден застосовується як каталізатор на нафтопереробних заводах (8 %). До 2010 р. темп приросту попиту на молібден оцінюється у 4-5 % на рік. У кінці 2005 р. розглядалися 25 проектів по видобутку молібденової руди і її збагаченню загальною потужністю 105 тис. т/рік (в перерахунку на Мо). Найбільші з них — компанії Idaho Generals Mount Corp. (15,4 тис. т Mo/рік) в шт. Невада, проект компанії Moly Mine-Spinifex Ridge (11,4 тис. т/рік) в Австралії і компанії InteMoly-Malmberg (10,2 тис. т) в Ґренландії. До 2009 р. введення в дію нових великих потужностей не очікується.
Найбільший у світі продуцент молібденової руди — США у 2005 р. збільшили її видобуток на 37 %, при цьому середнє завантаження потужностей гірничодобувних підприємств склало 77 %. Видобуток молібдену в країні здійснюється на восьми рудниках (трьох власне молібденових і п'яти мідних). У 2005 р. видобуто руди на 4,1 млрд дол. Три заводи переробляють молібденовий концентрат в оксид молібдену, з якого отримують проміжні продукти, такі як феромолібден, металічний молібденовий порошок і різні хімічні сполуки. У США 75 % усього споживаного молібдену використають продуценти чавуну і сталі, а також ливарних і спеціальних сплавів.